# ATP Finals 2024 – mužská dvouhra
Mužská dvouhra ATP Finals 2024 probíhala okolo poloviny listopadu 2024, jakožto závěrečný turnaj profesionální tenisové sezóny mužů. Do singlové soutěže Turnaje mistrů, počtvrté hraného v turínské aréně Inalpi na tvrdém povrchu  GreenSet, nastoupilo osm nejvýše postavených na žebříčku  ATP Race. Dvojnásobným obhájcem titulu byl rekordman se sedmi trofejemi, Srb Novak Djoković, který se necelý týden před rozehráním odhlásil pro pokračující zranění.
Prvním italským vítězem Turnaje mistrů se stala světová jednička Jannik Sinner, jakožto první šampion narozený ve 21. století a první od Ivana Lendla v roce 1986, který v soutěži neztratil žádný set. 

## Turnaj
Z osmi účastníků předchozího ročníku 2023 do dvouhry zasáhli Jannik Sinner, Alexander Zverev, Carlos Alcaraz, Daniil Medveděv a Andrej Rubljov. Debutantem se stal Alex de Minaur jako první Australan ve dvouhře od Lleytona Hewitta v roce 2004. Do soutěže zasáhli dva bývalí šampioni, šestou účastí v řadě Daniil Medveděv (2020) a Alexander Zverev (2018 a 2021).
Poprvé od roku 2001 do závěrečného turnaje nezasáhl ani jeden člen tzv. Velké trojky – Djoković, Nadal či Federer.

### Světová jednička Jannik Sinner prvním italským vítězem
Vítězem se stal první hráč světa Jannik Sinner z Itálie, jenž ve finále zdolal americkou světovou pětku Taylora Fritze po dvousetovém průběhu 6–4 a 6–4. Vyhrál tím čtvrtý z pěti vzájemných duelů a v Turíně zopakoval vítězství ze skupinové fáze. Finalisté se střetli již ve skupině po jednadvacáté v historii turnaje. Naposledy předtím k tomu došlo mezi Djokovićem a Sinnerem v roce 2023. V ročníku 2024 získal Ital obě střetnutí ve svůj prospěch jako devátý šampion; dvanáctkrát se naopak stal celkovým vítězem poražený ze skupiny, naposledy Djoković v předchozím ročníku. Poprvé od roku 2015 mělo finále Turnaje mistrů stejné obsazení jako soubuj o titul na předchozím US Open.
V probíhající sezóně si 23letý Sinner připsal osmé turnajové vítězství, které na okruhu ATP Tour představovalo osmnáctý singlový titul. Jako první od devíti trofejí Andyho Murrayho v roce 2016 vyhrál v jedné sezóně více než šest titulů. Na Turnaji mistrů vylepšil finálové maximum z roku 2023 a stal se prvním šampionem z Itálie i prvním narozeným ve 21. století. Rovněž představoval sedmého vítěze, který triumfoval na půdě rodného státu. Naposledy předtím se to podařilo Britovi Murraymu v Londýně 2016. Jako třetí po Ivanu Lendlovi (1982, 1985 a 1986) a Johnu McEnroeovi (1983) prošel soutěží bez ztráty setu. Ovládl tak Australian Open, US Open a Turnaj mistrů v jedné sezóně, což se v předchozí historii podařilo jen Federerovi (2004, 2006–2007) a Djokovićovi (2015 a 2023). Šňůru neporazitelnosti navýšil na jedenáct výher, když do Turína přicestoval s trofejí z Shanghai Masters. V probíhající sezóně vyhrál nejvyšší počet 70 utkání (o jedno více než Zverev) i 50 zápasů na tvrdém povrchu. V ročníku 2024 také nejvícekrát porazil členy první světové desítky, když s nimi uspěl sedmnáctkrát.
27letý Fritz postoupil do finále jako první Američan od Jamese Blakea v roce 2006 a usiloval o první americký triumf od Samprase v roce 1999. Proti světové jedničce prohrál na turnaji dvakrát a ve finále již celkově pojedenácté (0–11). Po skončení se posunul o jednu příčku výše na nové maximum, 4. místo žebříčku, jako první americký hráč v Top 5 konečné klasifikace právě od Blakea v sezóně 2006.

## Nasazení hráčů
1. Jannik Sinner (vítěz, 1 500 bodů, 4 881 100 USD)
2. Alexander Zverev (semifinále, 600 bodů, 1 520 500 USD)
3. Carlos Alcaraz (základní skupina, 200 bodů, 727 500 USD)
4. Daniil Medveděv (základní skupina, 200 bodů, 727 500 USD)
5. Taylor Fritz (finále, 800 bodů, 2 247 400 USD)
6. Casper Ruud (semifinále, 400 bodů, 1 124 000 USD)
7. Alex de Minaur (základní skupina, 0 bodů, 331 000 USD)
8. Andrej Rubljov (základní skupina, 0 bodů, 331 000 USD)

## Náhradníci
1. Grigor Dimitrov (nenastoupil, 0 bodů, 155 000 USD)
2. Stefanos Tsitsipas (nenastoupil, 0 bodů, 155 000 USD)

## Soutěž
| Legenda                                                       |                                                                        |                                                   |
| - Q – kvalifikant - WC – divoká karta - LL – šťastný poražený | - Alt – náhradník - SE – zvláštní výjimka - PR/SR – žebříčková ochrana | - w/o – bez boje - r – skreč - d – diskvalifikace |

### Finálová fáze
|  | Semifinále | Semifinále    | Semifinále   | Semifinále | Semifinále |                  |               | Finále | Finále | Finále | Finále | Finále |
|  |            |               |              |            |            |                  |               |        |        |        |        |        |
|  | 1          | Jannik Sinner | 6            | 6          |            |                  |               |        |        |        |        |        |
|  | 6          | Casper Ruud   | 1            | 2          |            |                  |               |        |        |        |        |        |
|  | 6          | Casper Ruud   | 1            | 2          |            | 1                | Jannik Sinner | 6      | 6      |        |        |        |
|  |            |               |              |            |            | 1                | Jannik Sinner | 6      | 6      |        |        |        |
|  |            | 5             | Taylor Fritz | 4          | 4          |                  |               |        |        |        |        |        |
|  | 2          | 5             | Taylor Fritz | 4          | 4          | Alexander Zverev | 3             | 6      | 63     |        |        |        |
|  | 2          |               |              |            |            | Alexander Zverev | 3             | 6      | 63     |        |        |        |
|  | 5          | Taylor Fritz  | 6            | 3          | 7          |                  |               |        |        |        |        |        |

### Skupina Ilieho Năstaseho
|   |                 | Sinner   | Medveděv | Fritz         | de Minaur     | Zápasy | Sety        | Hry          | Pořadí |
| 1 | Jannik Sinner   |          | 6–3, 6–4 | 6–4, 6–4      | 6–3, 6–4      | 3–0    | 6–0 (100 %) | 36–22 (62 %) | 1.     |
| 4 | Daniil Medveděv | 3–6, 4–6 |          | 4–6, 3–6      | 6–2, 6–4      | 1–2    | 2–4 (33 %)  | 26–30 (46 %) | 3.     |
| 5 | Taylor Fritz    | 4–6, 4–6 | 6–4, 6–3 |               | 5–7, 6–4, 6–3 | 2–1    | 4–3 (57 %)  | 37–33 (53 %) | 2.     |
| 7 | Alex de Minaur  | 3–6, 4–6 | 2–6, 4–6 | 7–5, 4–6, 3–6 |               | 0–3    | 1–6 (14 %)  | 27–41 (40 %) | 4.     |

### Skupina Johna Newcomba
|   |                  | Zverev        | Alcaraz        | Ruud          | Rubljov        | Zápasy | Sety        | Hry          | Pořadí |
| 2 | Alexander Zverev |               | 7–6(7–5), 6–4  | 7–6(7–3), 6–3 | 6–4, 6–4       | 3–0    | 6–0 (100 %) | 38–27 (58 %) | 1.     |
| 3 | Carlos Alcaraz   | 6–7(5–7), 4–6 |                | 1–6, 5–7      | 6–3, 7–6(10–8) | 1–2    | 2–4 (33 %)  | 29–35 (45 %) | 3.     |
| 6 | Casper Ruud      | 6–7(3–7), 3–6 | 6–1, 7–5       |               | 6–4, 5–7, 6–2  | 2–1    | 4–3 (57 %)  | 39–32 (55 %) | 2.     |
| 8 | Andrej Rubljov   | 4–6, 4–6      | 3–6, 6–7(8–10) | 4–6, 7–5, 2–6 |                | 0–3    | 1–6 (14 %)  | 30–42 (42 %) | 4.     |